# North Force
North Force је позоришна представа коју је режирала Ана Григоровић према комаду Милене Богавац.
Премијерно приказивање комада је било 31. октобра 2011. године у позоришту ДАДОВ.
Текст комада је објављен у књизи ЕДИЦИЈА ДУХ ДАДОВА 01. Комад истражује стање младих у друштву и навијачку субкултуру.

## Радња
Неколико младића и једна девојка покушавају да савладају очај ружне свакодневнице кроз буку и бес, док у свом деловању верују да су посвећени вишим циљевима.

## Улоге
| Лица | Глумци               |
| ---- | -------------------- |
|      | Маја Вујиновић       |
|      | Дејан Ћорковић       |
|      | Јоаким Тасић         |
|      | Алекса Мијаиловић    |
|      | Огњен Дрењанин       |
|      | Јоаким Тасић         |
|      | Глигорије Маринковић |
|      | Мирко Видеканић      |
|      | Миља Младеновић      |
|      | Олгица Антић         |
|      | Александра Ајдуковић |
|      | Јелена Ивковић       |
|      | Ђорђе Крећа          |
|      | Петар Кокиновић      |